# هربرت صموئيل
هربرت صموئيل (بالإنجليزية: Herbert Samuel): سياسي بريطاني يهودي، وأول مندوب سامٍ بريطاني في فلسطين. وُلد لعائلة يهودية أرثوذكسية تعمل بتجارة الذهب والأعمال المالية. ولد في مدينة ليفربول في بريطانيا في عام 1870. أنشئ تنشئة دينية ولكن دراسته في أكسفورد غيرت جذريًا معتقداته، وأعلن أنه لن ينضوي تحت أي دين وكتب لأمه 1892 أنه لم يعد قادرًا على المجيء إلى الكنيس اليهودي. ولكنه بقي عضوًا في المجمع اليهودي، وبقي يأكل الكشروت (اللحم المذبوح وفق الشريعة اليهودية) وكان لا يعمل يوم السبت (لأسباب صحية).
تلقَّى تعليمه في جامعة أكسفورد، وانضم إلى الحزب الليبرالي ورشح نفسه للانتخابات ونجح (عام 1902). وتدرج صموئيل في عدد من الوظائف إلى أن أصبح وزيراً في الوزارة البريطانية، وكان بذلك أول إنجليزي يهودي يشغل مثل هذا المنصب. بدأ صموئيل اهتمامه بالأمور اليهودية حين عيَّنته الحكومة البريطانية في بعثة خاصة لتقصي أحوال يهود اليديشية الذين كانوا يتوافدون على إنجلترا بأعداد متزايدة. كما دخل في نقاش على صفحات الجرائد مع السفير الروسي في إنجلترا بشأن تهمة الدم التي وُجِّهت لليهودي الروسي منديل بليس. وقد اهتم صموئيل بالشؤون الاجتماعية وكان مسؤولاً عن إصدار قانون تعويض العمال، كما كان مسؤولاً عن إصدار ميثاق للأطفال.
كان صموئيل، باعتباره يهودياً مندمجاً، يرى أن الحل الصهيوني حل غير عملي وضد مصالح اليهود، ولذا كان مشهوراً بعدائه للصهيونية. ولكن، مع ظهور تلك البوادر التي دلت على أن الدولة العثمانية ستُهزَم، اكتشف صموئيل، شأنه شأن جميع الصهاينة اليهود غير اليهود، إمكانية حل المسألة اليهودية عن طريق توطين اليهود في إطار الدولة الوظيفية التابعة للغرب، وهو تَغيُّر في موقف صموئيل لم يتوقعه أو يلحظه وايزمان. ولذا، حين اقترح لويد جورج على وايزمان (بعد عودته من سويسرا مع اندلاع الحرب العالمية الأولى) أن يجتمع بصموئيل، رفض وايزمان ذلك ظناً منه أن صموئيل لا يزال معادياً للصهيونية، ولكنه اضطر إلى أن يقبل على مضض ليفاجأ بأن صموئيل يؤيد المشروع الصهيوني. بل والأدهى من ذلك أنه حينما تَقدَّم إليه وايزمان بالمطالب الصهيونية، أخبره صموئيل بأنها مطالب متواضعة للغاية وأن عليه أن يفكر بشكل أكبر، وذُهل الزعيم الصهيوني (من شرق أوروبا) وقال إنه لو كان مؤمناً بالعقيدة اليهودية لظن أن تَحوُّل صموئيل هو إحدى علامات مَقْدم الماشيَّح.
وقد كتب صموئيل مذكرة (عام 1915) مررها على أعضاء الوزارة البريطانية تنطلق من افتراض أن تركيا ستُهزَم، واقترح فيها إنشاء محمية إنجليزية في فلسطين بعد الحرب وتشجيع الاستيطان اليهودي فيها، وإعطاء الأولوية للهجرة اليهودية ولبناء مؤسسات استيطانية تساعد في نهاية الأمر على توطين جماعة يهودية يبلغ عددها ثلاثة ملايين تصبح مكتفية ذاتياً إلى أن تشكل دولة ذات سيادة تكون مركزاً لحضارة جديدة وتنظر في الوقت ذاته بعين الاعتبار للمصالح البريطانية في المنطقة. وقد جذبت المذكرة اهتمام لويد جورج، لكن رئيس
الوزراء إسكويث لم يكن متحمساً بقدر كاف. وحين تولَّى لويد جورج رئاسة الوزارة (التي كانت تضم بلفور)، قرر تَبنِّي هذا المشروع وبسبب اهتماماته الاستعمارية، عُيِّن صموئيل أول مندوب سام بريطاني في فلسطين عام 1920 (أي بعد. «وعد بلفور» الذي سُمِّي وضعها تحت الانتداب). وفي أغسطس من العام نفسه، استصدر قانون الهجرة الذي سمح ل 16.500 يهودي بدخول فلسطين. ولكن، بسبب رد الفعل العربي الرافض، عدلت بريطانيا عن سياستها قليلاً وبدأت تتحرك في إطار مفهوم القوة الاستيعابية للبلد. ولكن، ومع ذلك زاد عدد السكان اليهود في الفترة 1918-1925 من 105 آلاف إلى 118 ألفاً. وقد ساعد صموئيل النشاط الاستيطاني الصهيوني على مستويات أخرى عديدة من بينها الاعتراف بالمؤسسات السياسية الصهيونية في فلسطين والاعتراف باللغة العبرية كإحدى اللغات المحلية في فلسطين. وقد زاد عدد المستوطنات الصهيونية في عهده من 44 إلى 100 مستوطنة.
وقد استمر اهتمامه بالمُستوطَن الصهيوني بعد تركه منصبه، فكان رئيساً لشركة فلسطين للكهرباء، ورئيساً للجامعة العبرية. وقد هاجم صموئيل الكتاب الأبيض لعام 1939، كما هاجم سياسة بيفين المعادية للصهيونية.

## فكره
وكان هربرت صموئيل زعيماً للحزب الليبرالي في مجلس اللوردات بين عامي 1924 و 1955، وله مؤلفات عديدة في الفلسفة الليبرالية. وصموئيل نموذج جيد للصهيوني اليهودي غير اليهودي الذي لا تختلف رؤيته لليهود عن رؤية أي منتم للحضارة الغربية، فهو لا يهتم بالإثنية اليهودية ولا بالمصالح اليهودية ولا بالتاريخ اليهودي ولا بالعقيدة اليهودية: إنه يهودي مندمج تماماً يود الحفاظ على وضعه. ولكنه، شأنه شأن أي سياسي غربي، كان ينظر إلى اليهود من الخارج ويراهم كمادة بشرية نافعة يمكن أن تُوظَّف لصالح الحضارة
الغربية. ويبدو أن قطاعات من أعضاء الجماعات اليهودية في فلسطين وخارجها صنفت صموئيل باعتباره أول حاكم يهودي لفلسطين منذ سقوط الهيكل. وهذا التصنيف لا يأخذ في اعتباره التكوين الثقافي أو السياسي لدى صموئيل ولا الإطار الذي تم فيه تقليده منصبه. فقد كان صموئيل، في واقع الأمر، مندوب الإمبراطورية البريطانية لدى اليهود، وليس مندوب اليهود لدى الإمبراطورية البريطانية.

## بداية العمل السياسي
خاض صموئيل انتخابات عامة مرتين قبل أن يتم انتخابه عضوًا في البرلمان في نوفمبر 1902 في انتخابات كليفلاند الفرعية، كعضو في الحزب الليبرالي. تم تعيينه في مجلس الوزراء في عام 1909 من قبل رئيس الوزراء إتش إتش أسكويث، أولاً كمستشار لدوقية لانكستر ثم كمدير عام للبريد، ورئيس مجلس الحكومة المحلية وفي النهاية وزير الداخلية.
طرح هربرت صموئيل عبر وثيقة اطلق عليها مستبل فلسطين او مذكرة صموئيل فكرة إنشاء محمية بريطانية على فلسطين عام 1915، وأثرت أفكاره على وعد بلفور. كوزير للداخلية، واجه صموئيل نقصًا في القوى البشرية اللازمة للقتال في الحرب العالمية الأولى، وأطلق تشريعات لمنح آلاف اللاجئين الروس (العديد منهم يهود شباب) الاختيار بين التجنيد في الجيش البريطاني أو العودة إلى روسيا للخدمة العسكرية.
في ديسمبر 1916، تم استبدال أسكويث كرئيس للوزراء من قبل لويد جورج. طلب لويد جورج من صموئيل الاستمرار في منصب وزير الداخلية، لكن صموئيل اختار الاستقالة بدلاً من ذلك. [بحاجة لرقم الصفحة] حاول تحقيق توازن بين تقديم الدعم للحكومة الجديدة مع بقائه مواليًا لأسكويث. في نهاية الحرب سعى لانتخابه في الانتخابات العامة لعام 1918 ليبراليًا لدعم حكومة الائتلاف. ومع ذلك، تم منح تأييد الحكومة لخصمه الوحدوي، وهُزم.

### حقوق المرأة
في البداية لم يكن ه ص مؤيدًا لحق المرأة في التصويت ولكنه بدل موقفه بعد ذلك. في عام 1917، كلف مؤتمر المتحدثين بالنظر في منح المرأة حق التصويت، لكنه لم يكن، في اختصاصاته، اعتبارًا لترشيح النساء للبرلمان. ومع ذلك، قدم صموئيل اقتراحًا منفصلاً في 23 أكتوبر 1918 للسماح للمرأة بأن تكون مؤهلة لعضوية البرلمان. تم تمرير التصويت بأغلبية 274 مقابل 25، واندفعت الحكومة من خلال مشروع قانون لجعله قانونًا في الوقت المناسب لانتخابات عام 1918.

## المفوض السامي في فلسطين وشرق الأردن

### خلفية تاريخية
بعد شهر واحد من إعلان بريطانيا الحرب على الإمبراطورية العثمانية في نوفمبر 1914، التقى صموئيل باليهودي حاييم وايزمان، الذي كان سيصبح رئيسًا للمنظمة الصهيونية العالمية ولاحقًا أول رئيس لإسرائيل. وفقًا لمذكرات وايزمان، كان صموئيل بالفعل مؤمنًا قويًا بالصهيونية وكان يعتقد أن مطالب وايزمان كانت متواضعة للغاية. لم يرغب صموئيل في الدخول في مناقشة تفصيلية لخططه، لكنه ذكر أن «اليهود سيضطرون إلى بناء سكك حديدية ومرافئ وجامعة وشبكة من المدارس، إلخ»، بالإضافة إلى إمكانية بناء معبد «في شكل حديث». في يناير 1915، وزع صموئيل مذكرة، مستقبل فلسطين، على زملائه في مجلس الوزراء، تقترح أن تغزو بريطانيا فلسطين من أجل حماية قناة السويس من القوى الأجنبية، ولكي تصبح فلسطين وطناً للشعب اليهودي. وجاء في المذكرة: «إنني على ثقة من أن حل مشكلة فلسطين الذي سيكون موضع ترحيب كبير لقادة وداعمي الحركة الصهيونية في جميع أنحاء العالم هو ضم البلاد إلى الإمبراطورية البريطانية». في مارس 1915، استبدل صموئيل مسودة يناير 1915 بالنسخة النهائية من مذكرته، مخففة من المسودة السابقة، واستبعد صراحة أي فكرة لإنشاء دولة يهودية على الفور وأكد على أن غير اليهود يجب أن يتلقوا معاملة متساوية في ظل أي مخطط.

### التعيين فيمنصب المفوض السامي

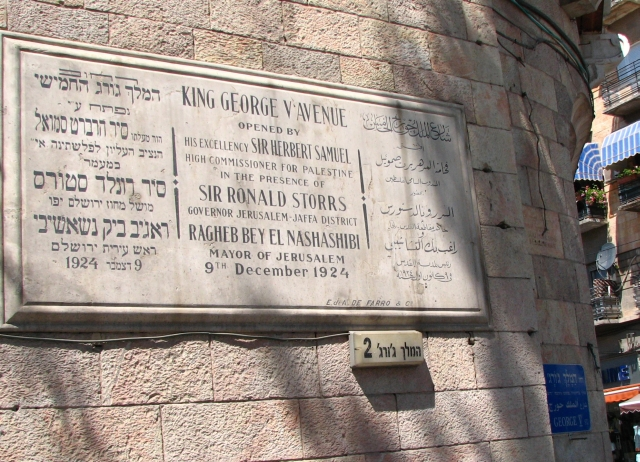
لوحة تاريخية في شارع الملك جورج، القدس، وضعها هربرت صموئيل عام 1924 خلال فترة عمله كمفوض سامٍ لفلسطين

في عام 1917، احتلت بريطانيا فلسطين (التي كانت آنذاك جزءًا من الإمبراطورية العثمانية) أثناء الحرب العالمية الأولى. خسر صموئيل مقعده في انتخابات عام 1918 وأصبح مرشحًا لتمثيل المصالح البريطانية في الإقليم. تم تعيينه في منصب المفوض السامي عام 1920، قبل أن يوافق مجلس عصبة الأمم على الانتداب البريطاني لفلسطين. ومع ذلك، انسحبت الحكومة العسكرية إلى القاهرة استعدادًا للانتداب البريطاني المتوقع، والذي منحته أخيرًا عصبة الأمم بعد ذلك بعامين. شغل منصب المفوض السامي حتى عام 1925.[16] كان صموئيل أول يهودي يحكم أرض إسرائيل التاريخية منذ 2000 عام. تم الاعتراف باللغة العبرية كواحدة من اللغات الرسمية الثلاث في الإقليم. تم منحة رتبة Knight Grand Cross وعلى وسام الإمبراطورية البريطانية (GBE) في 11 يونيو 1920.

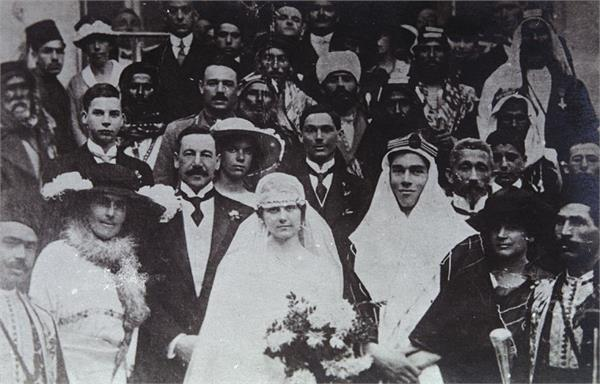
هاربرت صموئيل في حفل زفاف ابنه إدوين صموئيل, 1920

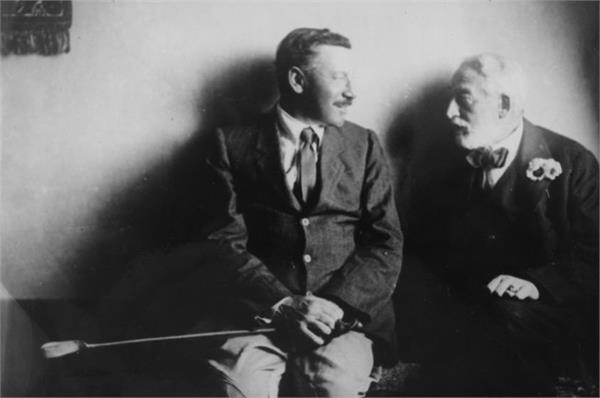
هربرت صموئيل مع إدموند جيمس دي روتشيلد، 1920

كان تعيين صموئيل في منصب المفوض السامي لفلسطين مثيرًا للجدل. وبينما رحب الصهاينة بتعيين صهيوني يهودي في هذا المنصب، وصفت الحكومة العسكرية برئاسة إدموند ألنبي ولويس بولس تعيين صموئيل بأنه «خطير للغاية».
من الناحية الفنية، أشار ألنبي، كان التعيين غير قانوني، حيث أن الإدارة المدنية التي من شأنها أن تجبر سكان دولة محتلة على التعبير عن ولائهم لها قبل توقيع معاهدة سلام رسمية (مع الإمبراطورية العثمانية) تنتهك القانون العسكري واتفاقية لاهاي.. وقال بولس إن المسلمين والمسيحيين استقبلوا النبأ بـ «الذعر واليأس والسخط». وقال اللنبي إن العرب سيرون في ذلك «تسليم الدولة في الحال إلى إدارة صهيونية دائمة» وتوقع أعمال عنف واسعة النطاق.
قرأ اللورد كرزون الرسالة الأخيرة إلى هربرت صموئيل وطلب منه إعادة النظر في قبول المنشور. أخذ صموئيل نصيحة من وفد في لندن يمثل الصهاينة، الذي أخبره أن التقارير «المقلقة» غير مبررة. أرسلت الرابطة الإسلامية المسيحية برقية إلى بولس:
واعتبر السير هربرت صموئيل زعيمًا صهيونيًا وتعيينه كخطوة أولى في تشكيل الوطن القومي الصهيوني في وسط الشعوب العربية خلافًا لرغباتهم. لا يستطيع السكان التعرف عليه، ولا يمكن للمجتمع الإسلامي المسيحي أن يتحمل المسؤولية عن أعمال الشغب أو اضطرابات السلام الأخرى.
تم نقاش حكمة تعيين صموئيل في مجلس اللوردات قبل يوم من وصوله إلى فلسطين. قال اللورد كرزون إنه لم يتم الإدلاء بأي ملاحظات «مهينة» أثناء المناقشة ولكن «تم التعبير عن شكوك خطيرة للغاية بشأن الحكمة في إرسال مسؤول يهودي إلى البلاد في هذه اللحظة».

تظهر الأسئلة في مجلس العموم في تلك الفترة أيضًا قلقًا كبيرًا بشأن اختيار هربرت صموئيل: «ما هو الإجراء الذي تم اتخاذه لتهدئة السكان العرب... وبالتالي وضع حد للتوتر العنصري». بعد ثلاثة أشهر من وصوله، علقت صحيفة «مورنينغ بوست» قائلة: «إن تعيين السير هربرت صموئيل كمفوض سام اعتبر من قبل الجميع، باستثناء اليهود، خطأ فادحًا».

السير هربرت صموئيل، جالس في الوسط، مع قادة الكنيسة في القدس والمسؤولين البريطانيين، 1922. كنيسة القيامة

### فترة العمل في المنصب
بصفته المفوض السامي، حاول هربيرت صموئيل التوسط بين المصالح الصهيونية والعربية، وعمل على إبطاء الهجرة اليهودية وكسب ثقة السكان العرب. كان يأمل في الحصول على مشاركة العرب في شؤون الانتداب وحماية حقوقهم المدنية والاقتصادية، لكنه رفض أي سلطة يمكن استخدامها لوقف الهجرة اليهودية وشراء الأراضي. وفقًا ل Wasserstein واسرشتاين ‏، كانت سياسته «مصممة بمهارة لمصالحة العرب مع ... السياسة المؤيدة للصهيونية» للبريطانيين.

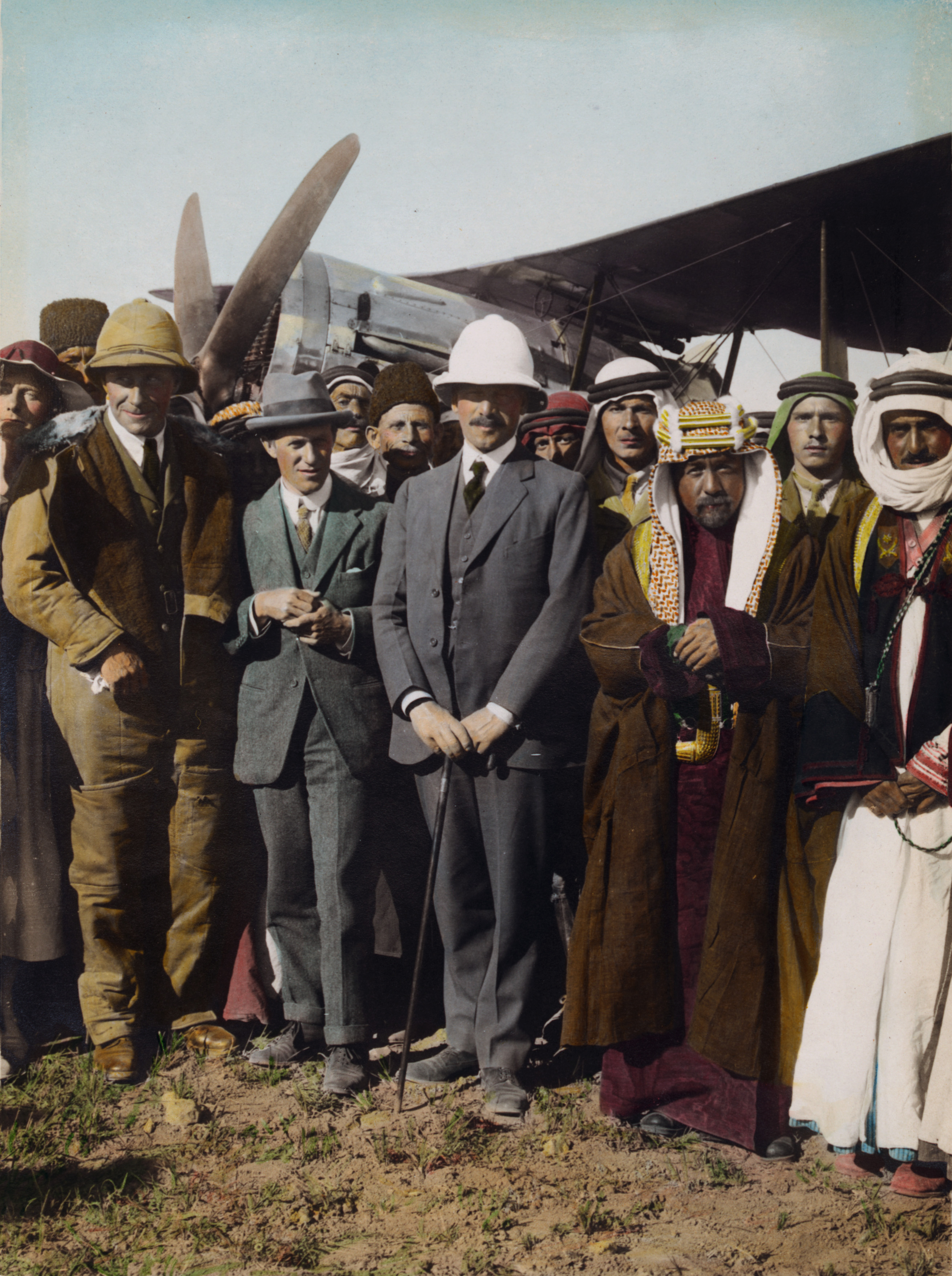
لورنس العرب مع السير هربرت صموئيل، عبد الله الأول بن الحسين (أقصى اليمين) وغيرترود بيل (يسار) at the aerodrome في عمان, أبريل 1921

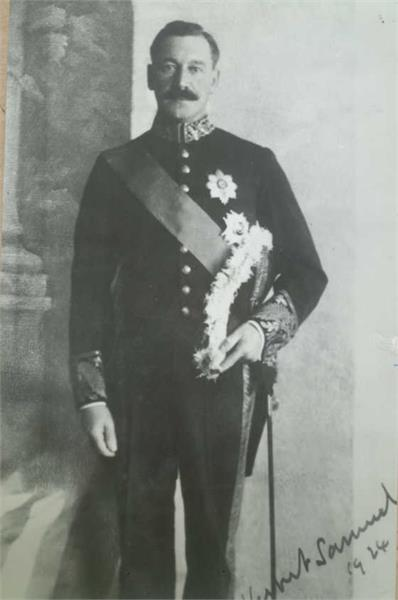
هربرت صموئيل 1924

كانت العادة الإسلامية في ذلك الوقت أن يتم اختيار الزعيم الروحي الإسلامي الرئيسي، المفتي الأكبر للقدس، من قبل الحاكم الزمني، السلطان العثماني في القسطنطينية، من مجموعة من رجال الدين يرشحهم رجال الدين الأصليون. بعد أن احتل البريطانيون فلسطين، اختار صموئيل الحاج أمين الحسيني، الذي أثبت فيما بعد أنه شوكة في خاصرة الإدارة البريطانية في فلسطين. في الوقت نفسه، تمتع باحترام الجالية اليهودية، وتم تكريمه بدعوته إلى التوراة في كنيس هورفا في البلدة القديمة في القدس.
تم نشر وثيقة تشرشل البيضاء أثناء إدارة صموئيل. دعمت الهجرة اليهودية ضمن القدرة الاستيعابية الاقتصادية للبلاد لاستيعابهم وعرفت الوطن القومي اليهودي على النحو التالي:
"ليس فرض الجنسية اليهودية على سكان فلسطين ككل، ولكن مواصلة تطوير المجتمع اليهودي القائم، بمساعدة اليهود في أجزاء أخرى من العالم، حتى يصبح مركزًا فيه قد يتخذ الشعب اليهودي ككل، على أساس الدين والعرق، المصلحة والاعتزاز ".
حاز هربرت صموئيل على ثقة جميع شرائح السكان بسبب "حياده" الملحوظ. أقام علاقة قوية بشكل خاص مع بنحاس روتنبرغ، ومنحه امتيازات حصرية لإنتاج وتوزيع الكهرباء في فلسطين وشرق الأردن، وغالبًا ما كان يدعم بشدة روتنبرغ في علاقاته مع مكتب الاستعمار في لندن. [بحاجة لرقم الصفحة] وقعت حكومة صموئيل اتفاقية أرض غور المدورة مع قبائل البدو في وادي بيسان، والتي نصت على نقل 179,545 دونمًا من أراضي الدولة إلى البدو. لا يزال دور صموئيل في فلسطين محل نقاش. وفقًا للكاتب واسرشتاين Wasserstein:
«لا يتذكره غالبية المؤرخين الصهاينة، الذين يميلون إلى اعتباره أحد مؤسسي العملية التي تم فيها إضعاف وعد بلفور لصالح الصهيونية تدريجيًا وخيانته في نهاية المطاف من قبل بريطانيا العظمى، ولا من قبل القوميين العرب الذين يعتبرون إنه تجسيد للتحالف بين الصهيونية والإمبريالية البريطانية وكواحد من المسؤولين عن تهجير العرب الفلسطينيين من وطنهم. في الواقع، كلاهما مخطئ»

## لجنة صموئيل
عند عودته إلى بريطانيا في عام 1925، طلب رئيس الوزراء ستانلي بالدوين من صموئيل النظر في مشاكل صناعة التعدين. نشرت لجنة صموئيل تقريرها في مارس 1926، وأوصت بإعادة تنظيم الصناعة لكنها رفضت اقتراح التأميم. كما أوصى التقرير بسحب الدعم الحكومي وخفض أجور عمال المناجم. كان التقرير أحد العوامل الرئيسية التي أدت إلى الإضراب العام في المملكة المتحدة عام 1926.

## المهام السياسية اللاحقة

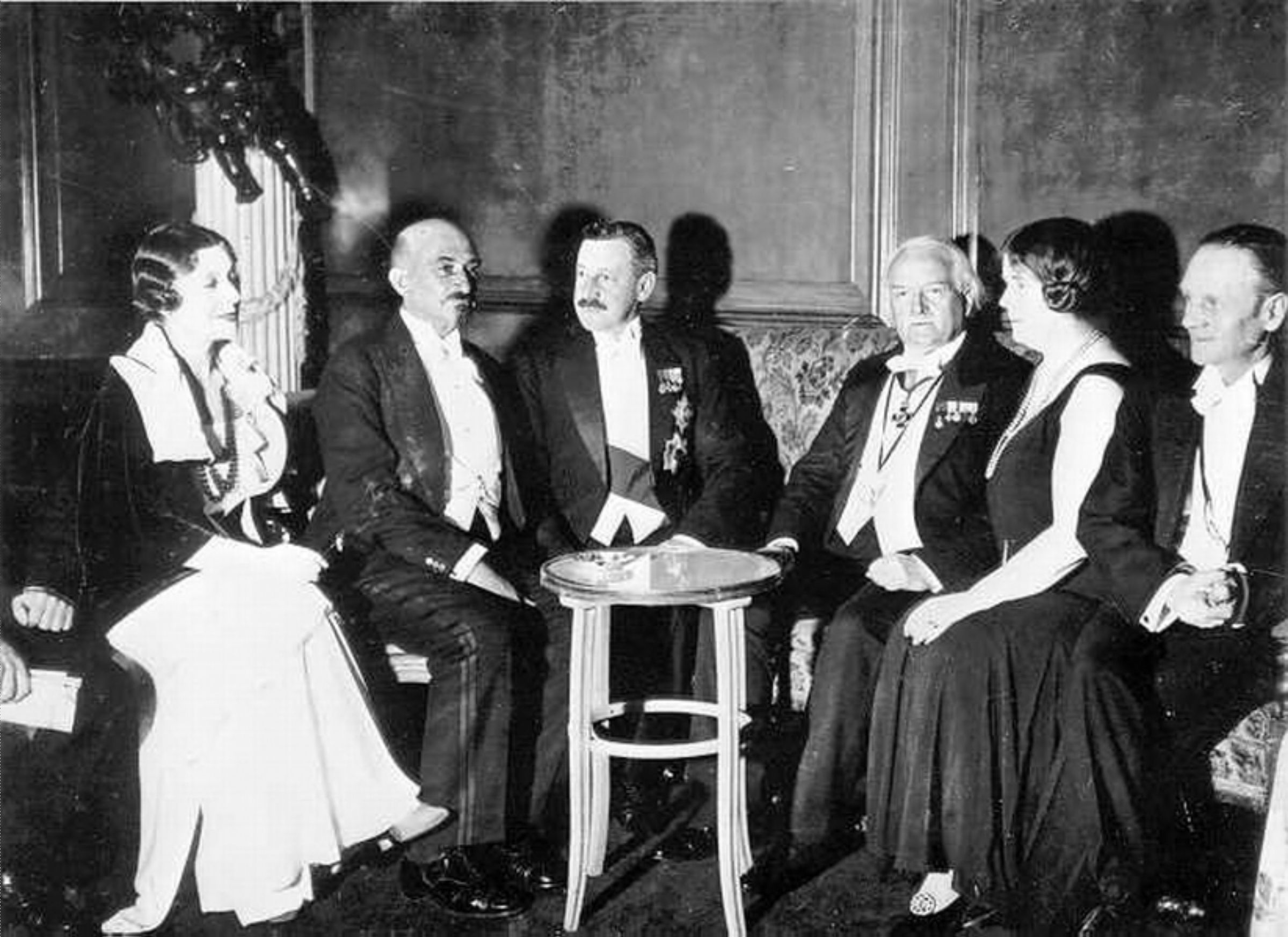
فيرا وايزمان، حاييم وايزمان, هيربيرت صموئيل، ديفيد لويد جورج، إثيل سنودن ،فيليب سنودن، فيكونت سنودن الأول

عاد هربرت صموئيل إلى مجلس العموم بعد الانتخابات العامة لعام 1929. بعد ذلك بعامين، أصبح نائب زعيم الحزب الليبرالي وعمل كزعيم في صيف عام 1931 عندما كان لويد جورج مريضًا. تحت حكم صموئيل خدم الحزب في الحكومة الوطنية الأولى لرئيس الوزراء رامزي ماكدونالد التي تشكلت في أغسطس 1931، وكان صموئيل نفسه يشغل منصب وزير الدولة للشؤون الداخلية. ومع ذلك، أدى استعداد الحكومة للنظر في إدخال تعريفات حمائية والدعوة إلى انتخابات عامة للحصول على تفويض إلى تفكك الحزب الليبرالي إلى ثلاث مجموعات متميزة. كان السير جون سيمون قد قاد بالفعل مجموعة منشقة من النواب لتشكيل الحزب الوطني الليبرالي.
قاد الزعيم الليبرالي لويد جورج مجموعة صغيرة من الليبراليين المستقلين المعارضين للحكومة الوطنية. ترك ذلك صموئيل فعليًا كزعيم للحزب البرلماني ومسيطراً على مقرات الحزب. تسببت تحركات الحكومة لفرض الرسوم الجمركية في مزيد من الاحتكاك لليبراليين، وسحب صموئيل الحزب من الحكومة على مراحل، حيث حصل أولاً على تعليق المسؤولية الجماعية لمجلس الوزراء بشأن هذه المسألة للسماح للأعضاء الليبراليين في الحكومة بمعارضة الرسوم الجمركية. في أكتوبر 1932، استقال الوزراء الليبراليون من مناصبهم الوزارية لكنهم استمروا في دعم الحكومة الوطنية في البرلمان. أخيرًا، في نوفمبر 1933، عبر صموئيل والجزء الأكبر من النواب الليبراليين أرض مجلس العموم وعارضوا الحكومة تمامًا. وظل زعيم الحزب الليبرالي حتى فقد مقعده مرة أخرى في عام 1935.

عام 1937، حصل على لقب فيكونت صموئيل؛ في وقت لاحق من ذلك العام، صموئيل، على الرغم من أصله اليهودي، انحاز إلى سياسة الاسترضاء لرئيس الوزراء نيفيل تشامبرلين تجاه أدولف هتلر، وحث على تبرئة ألمانيا من ذنب حرب عام 1914 وأوصى بإعادة المستعمرات الألمانية التي فقدتها بعد الحرب. لاحظ كاتب سيرته الذاتية، جون إدوارد بول ‏، تذكر صموئيل لتعليقاته على اللورد هاليفاكس في محادثة قبل الضم بقليل في عام 1938:
قلت إنني أعتبر هتلر رجلاً ذا ضمير - ضمير دفعه أحيانًا إلى فعل أشياء سيئة للغاية؛ لكنه لم يكن رجلاً سيفعل ما يعرف أنه جريمة كما يفعل نابليون. كان الخطر يتمثل في أنه نظرًا لكونه صوفيًا ومندفعًا، فقد يتم جرفه بسهولة في وقت ما من الأزمات.
ورفض هربرت صموئيل عرضا لاحقا من تشامبرلين للعودة إلى الحكومة. في عام 1938 دعم حركة Kindertransport للأطفال اللاجئين من أوروبا من خلال نداء من أجل منازل لهم. أصبح فيما بعد زعيم الحزب الليبرالي في مجلس اللوردات (1944-1955). خلال الانتخابات العامة لعام 1951. في 15 أكتوبر 1951، أصبح هربرت صموئيل أول سياسي بريطاني يقدم بثًا سياسيًا حزبيًا على شاشة التلفزيون.

## العائلة
في 17 نوفمبر 1897، تزوج صموئيل من ابنة عمه بياتريس ميريام (1871-1959)، ابنة إليس أبراهام فرانكلين، وهو مصرفي. أنجبا ثلاثة أبناء وبنت. خدم ابنه إدوين صموئيل في الفيلق اليهودي. كان صموئيل عمًا كبيرًا للعالم روزاليند فرانكلين، المكتشف المشارك للحمض النووي.

## الأعمال الأدبية
في سنواته الأخيرة، ظل مهتمًا بمستقبل الإنسانية والعلم، حيث كتب ثلاثة كتب:
- مقالات في الفيزياء (1951) Essays in Physics
- بحثًا عن الواقع والعمل التعاوني (1957) In Search of Reality and a collaborative work
- المسارات الثلاثة: الفلسفة والعلوم والدين (1961). A Threefold Cord: Philosophy, Science, Religion

حيث تميل الأعمال الثلاثة إلى التعارض مع معتقدات المؤسسة العلمية، خاصة وأن مساعده وصديقه في العمل الأخير كان هربرت دينجل

## معرض الصور

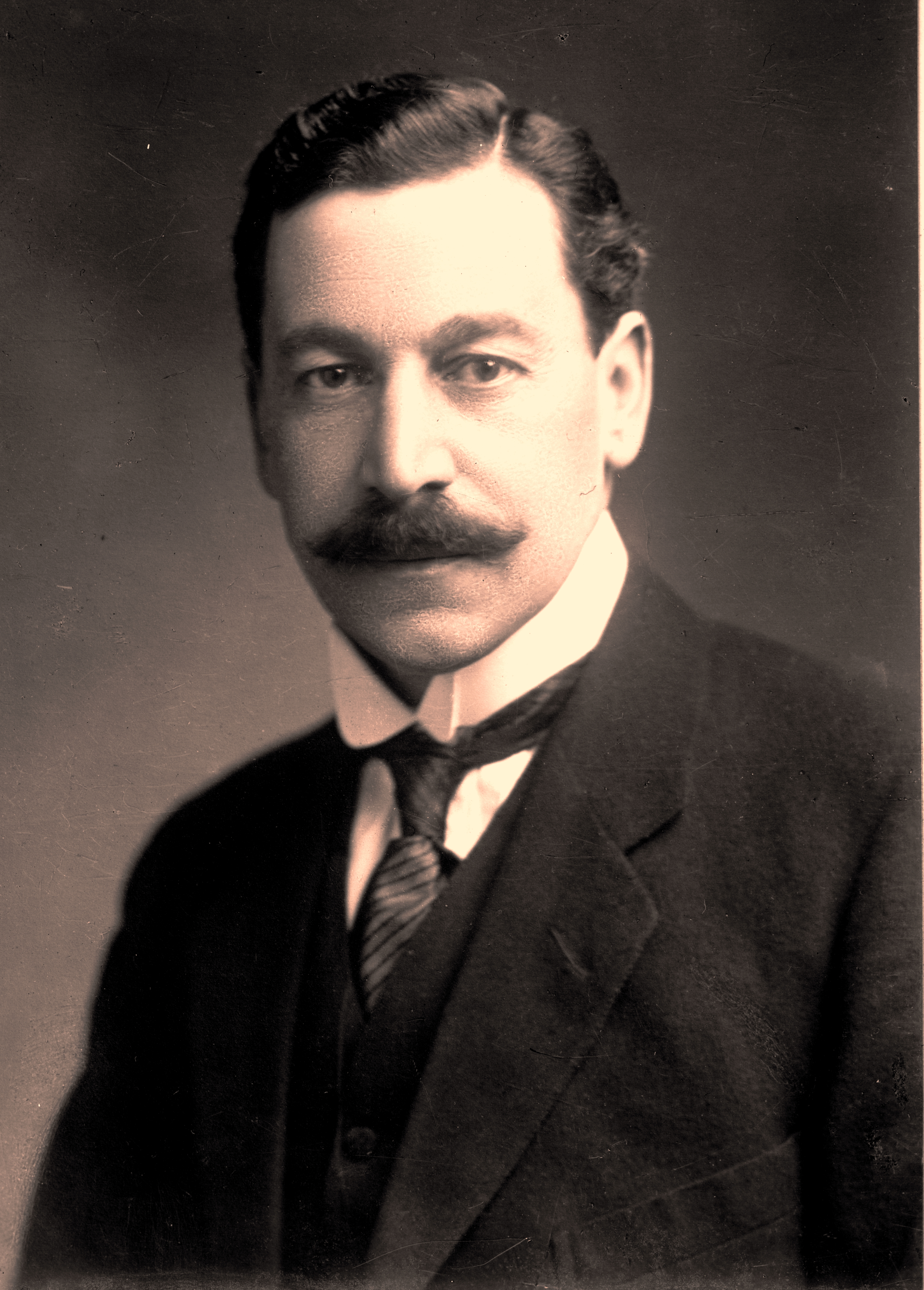
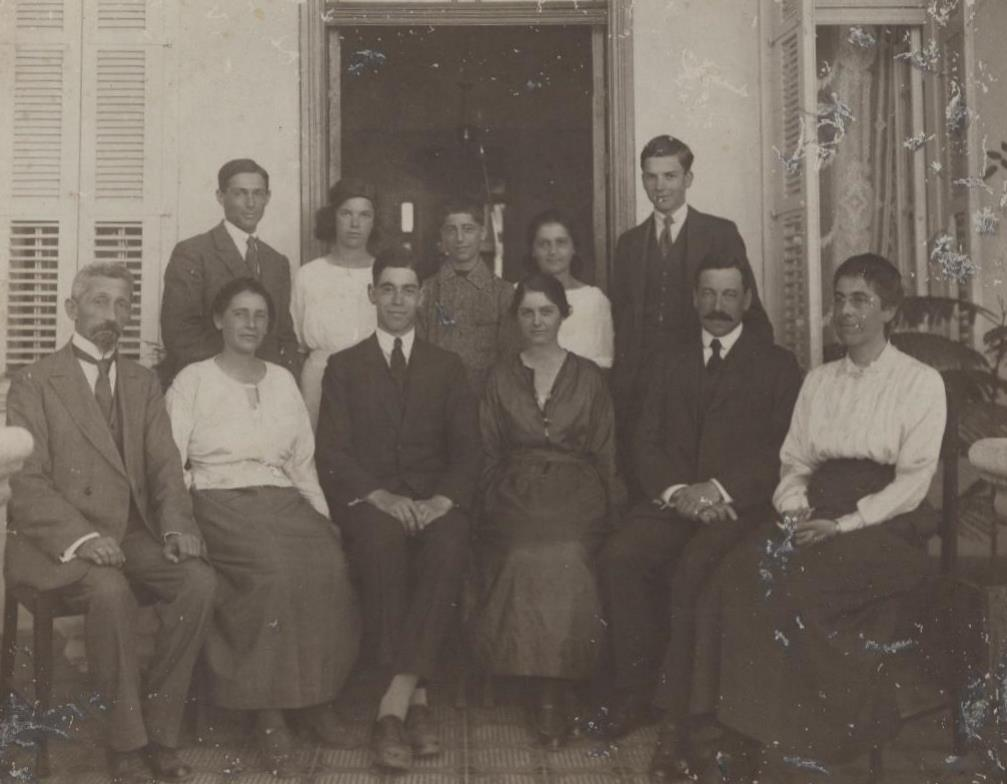
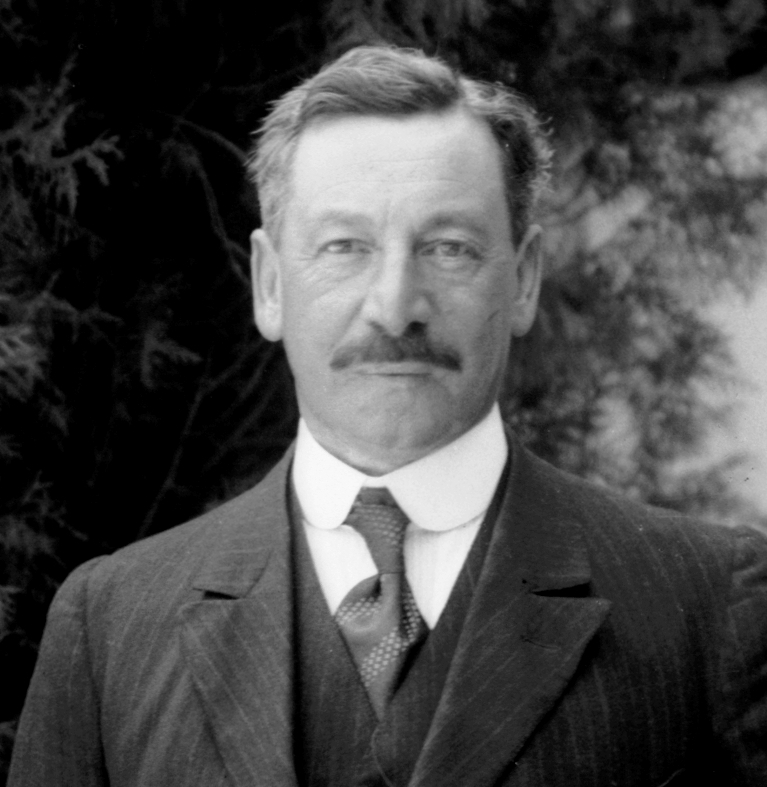
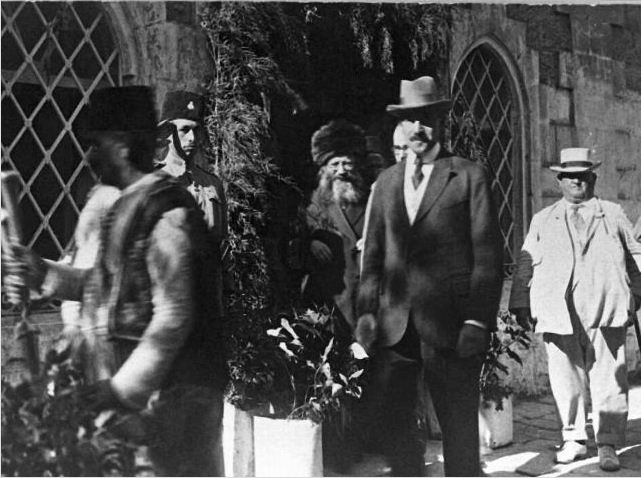
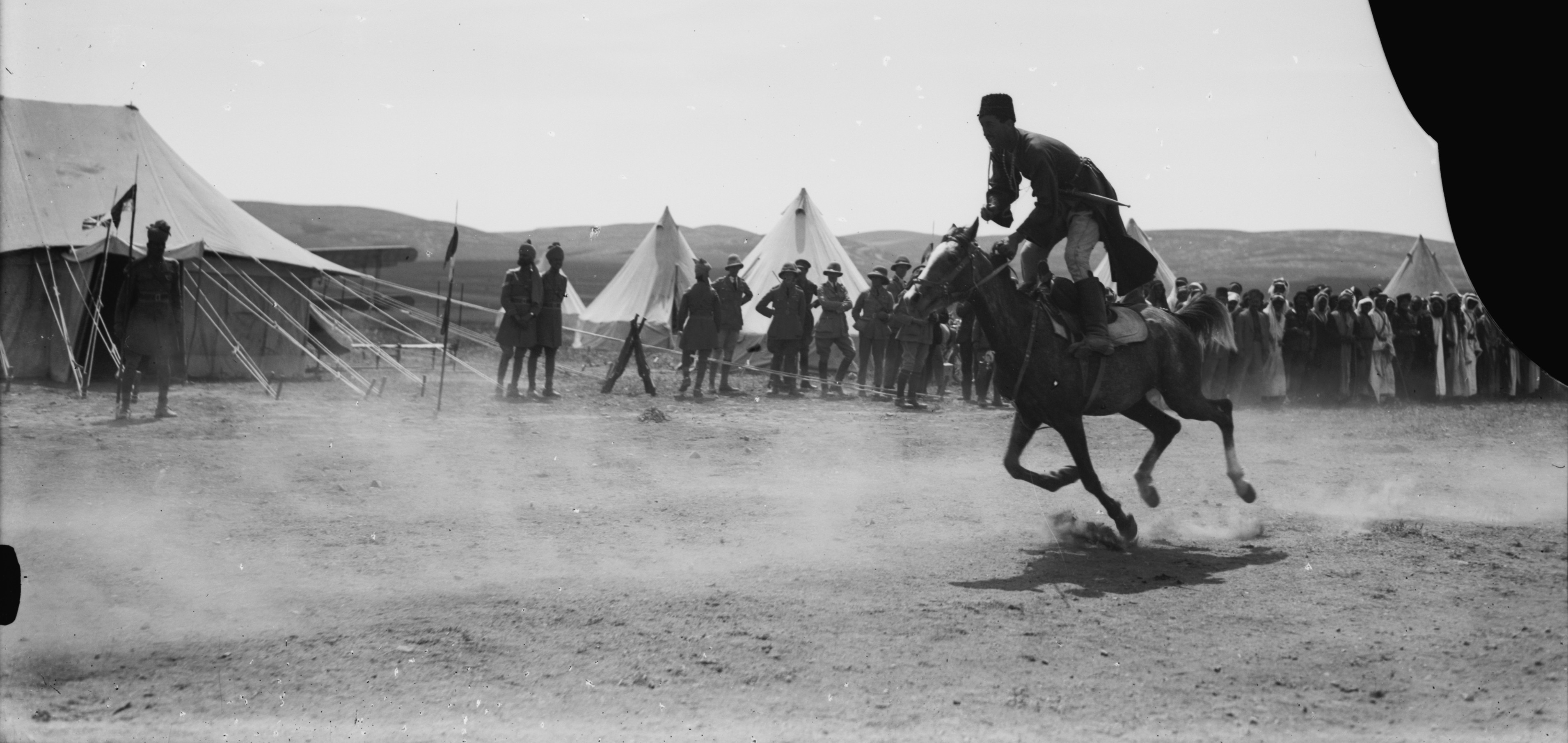
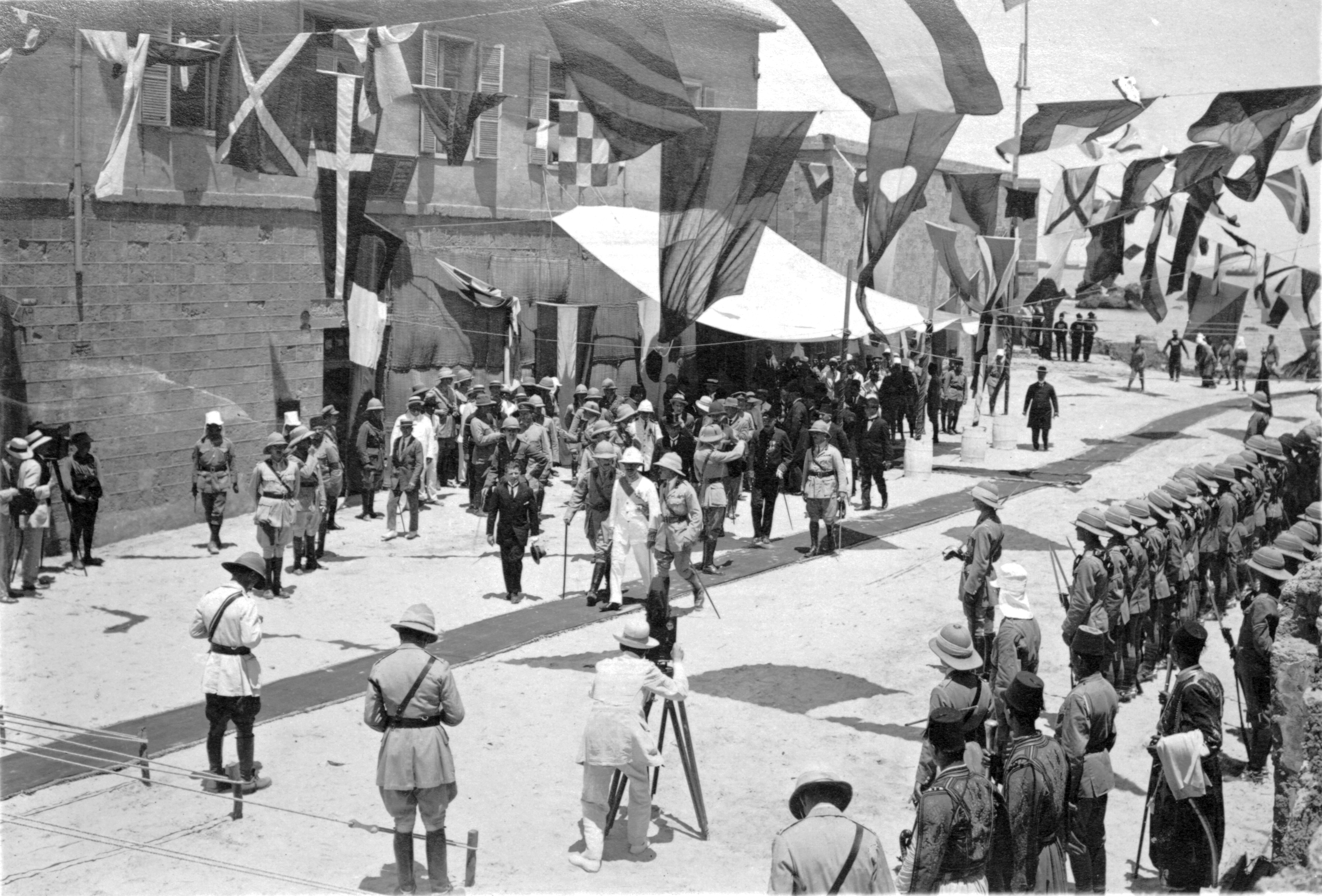
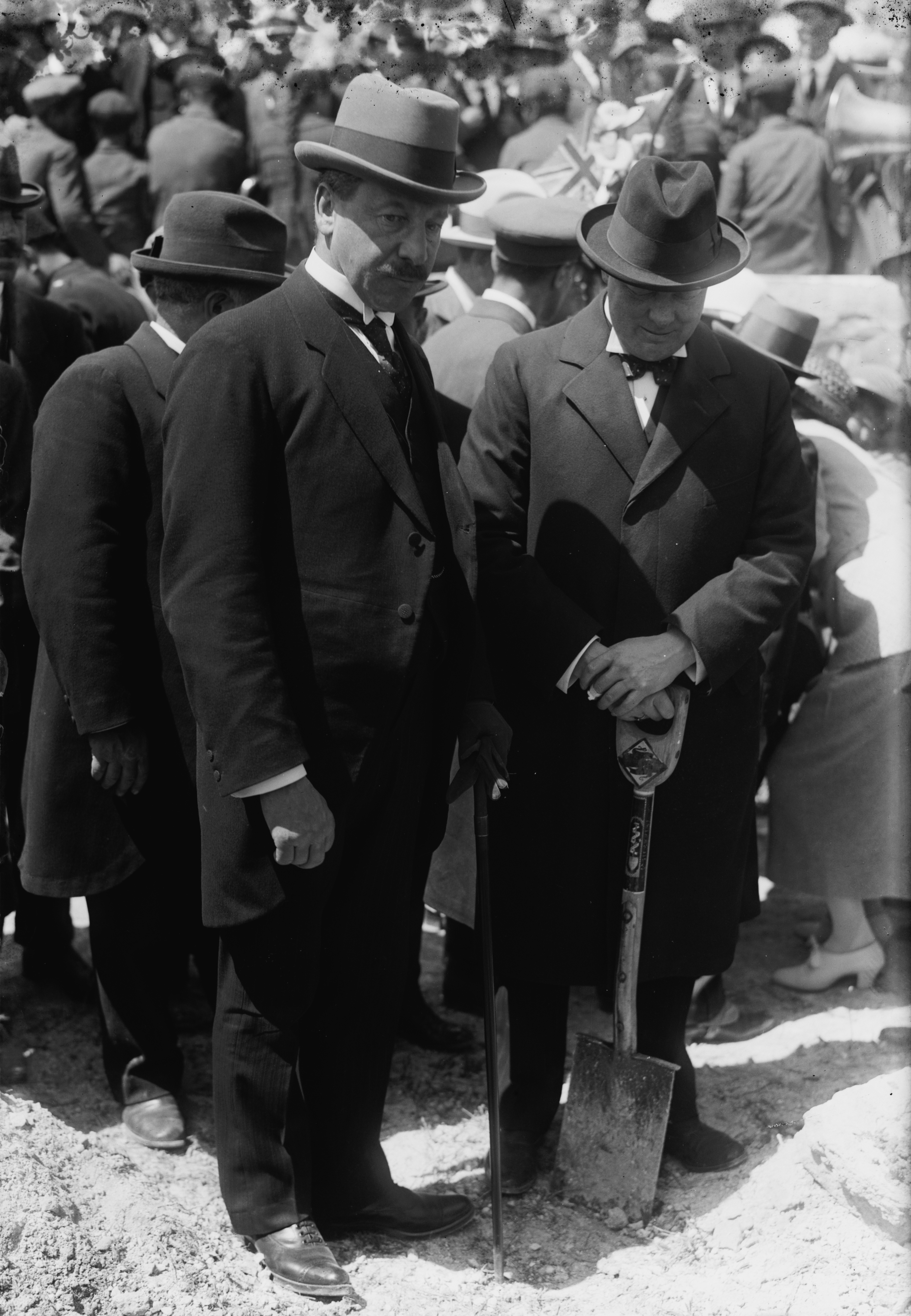
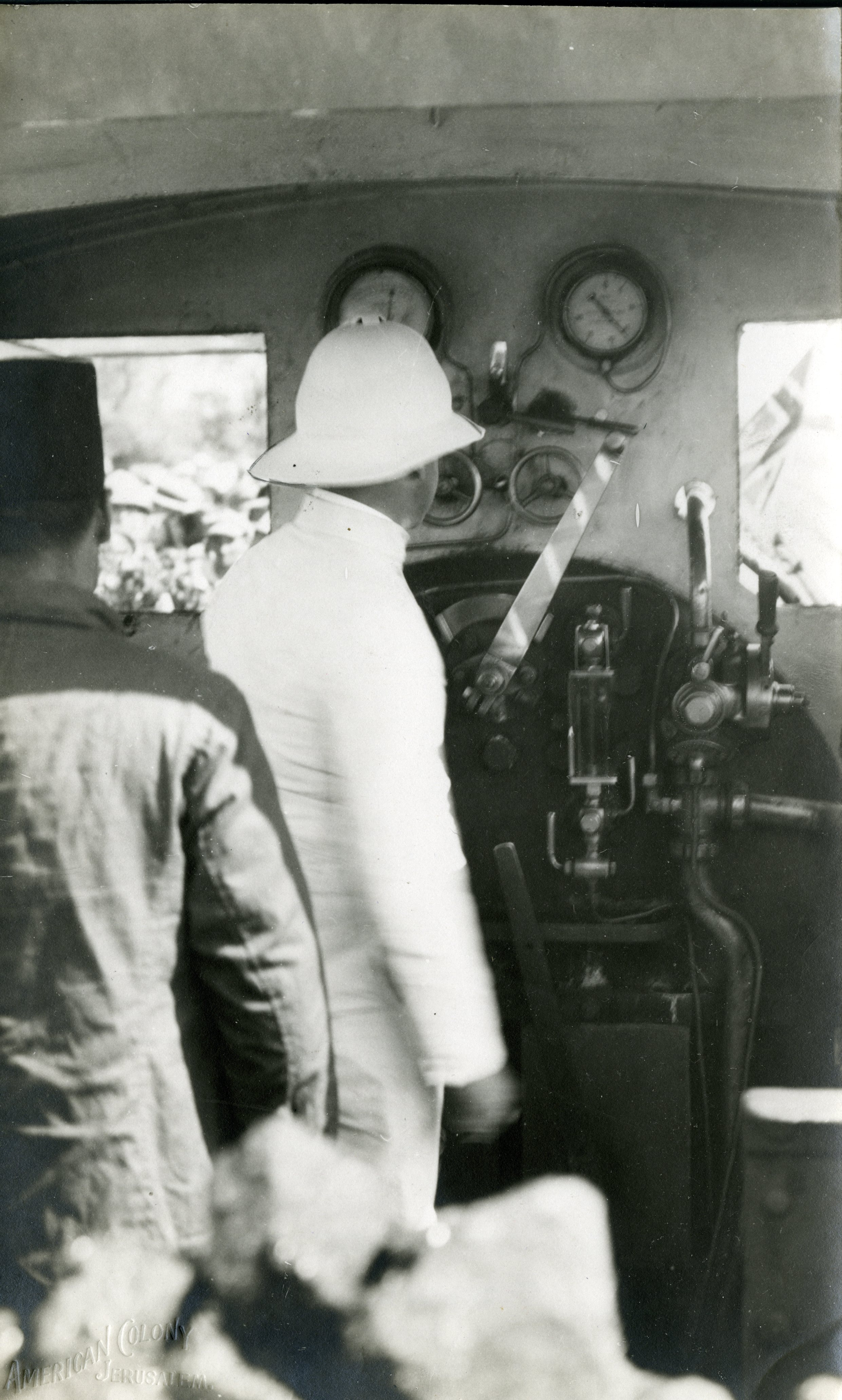
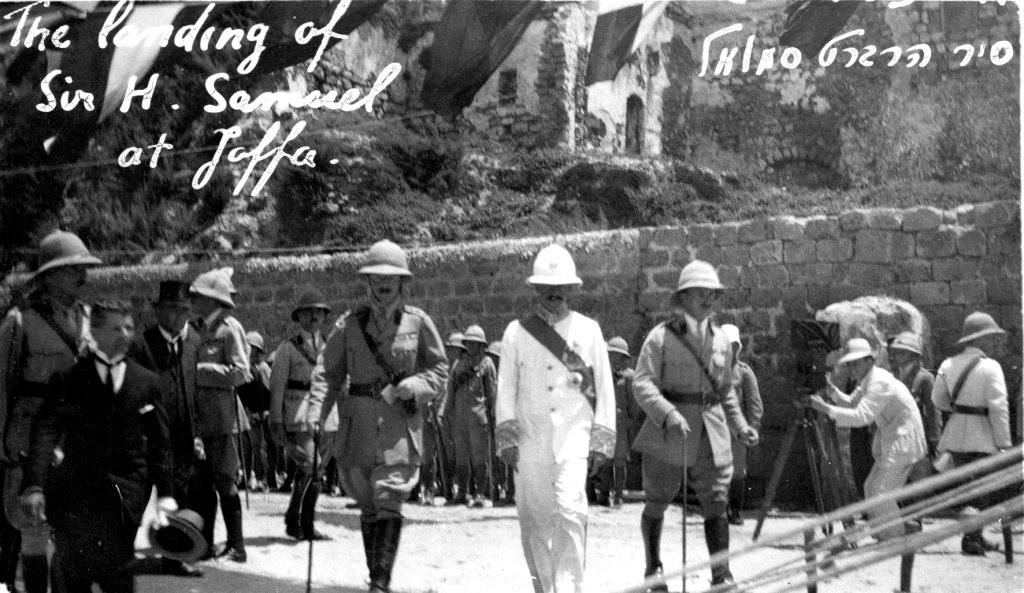
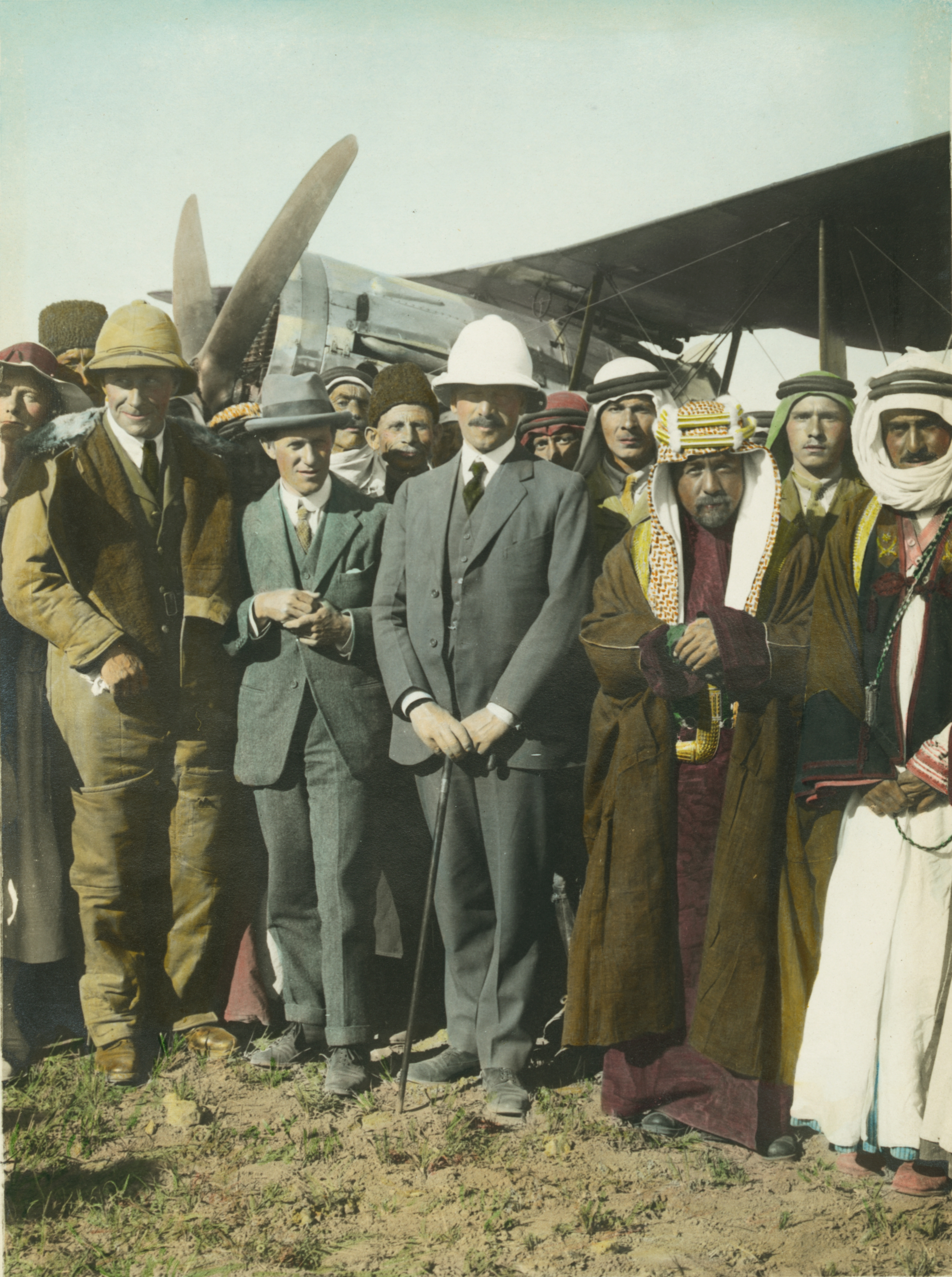
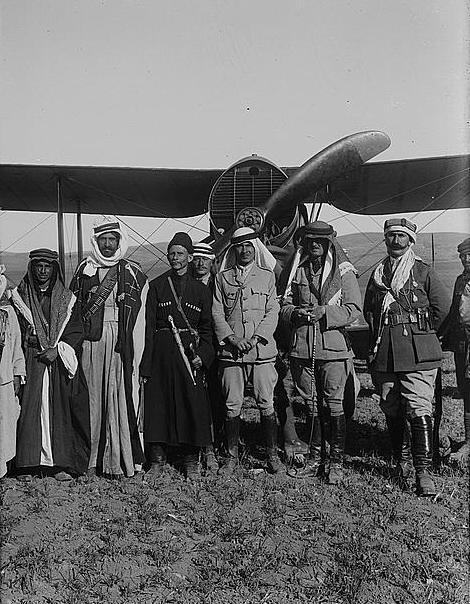
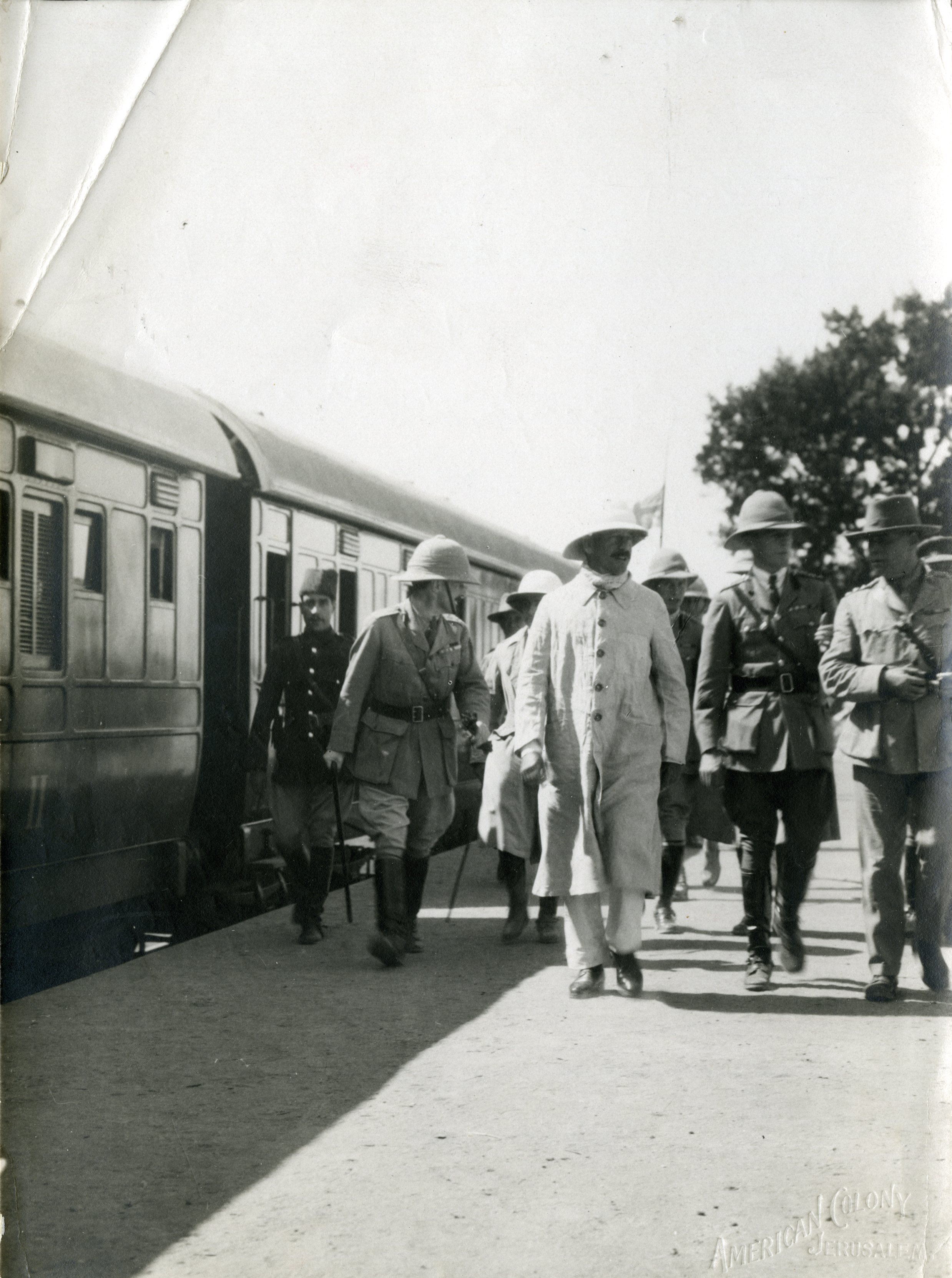
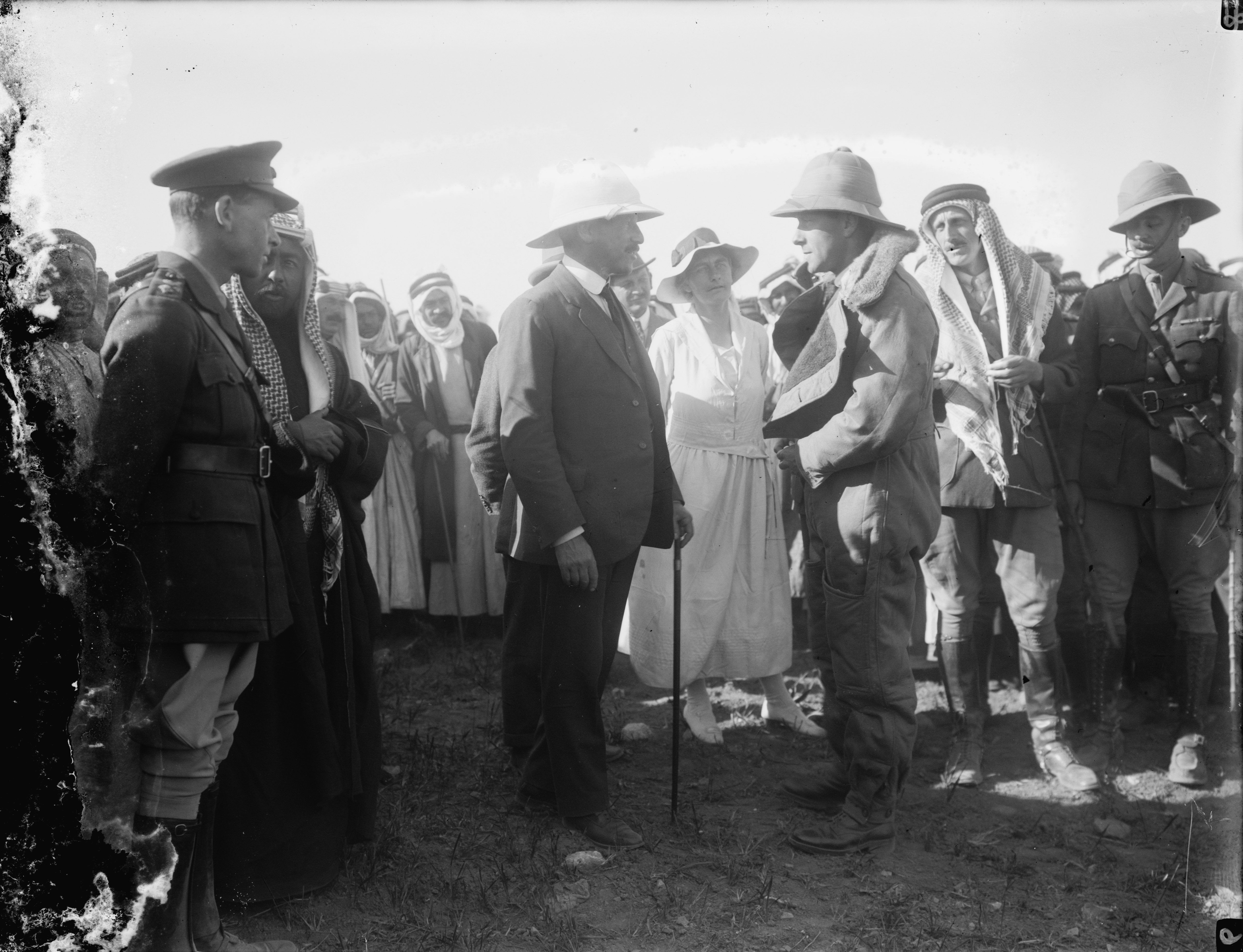
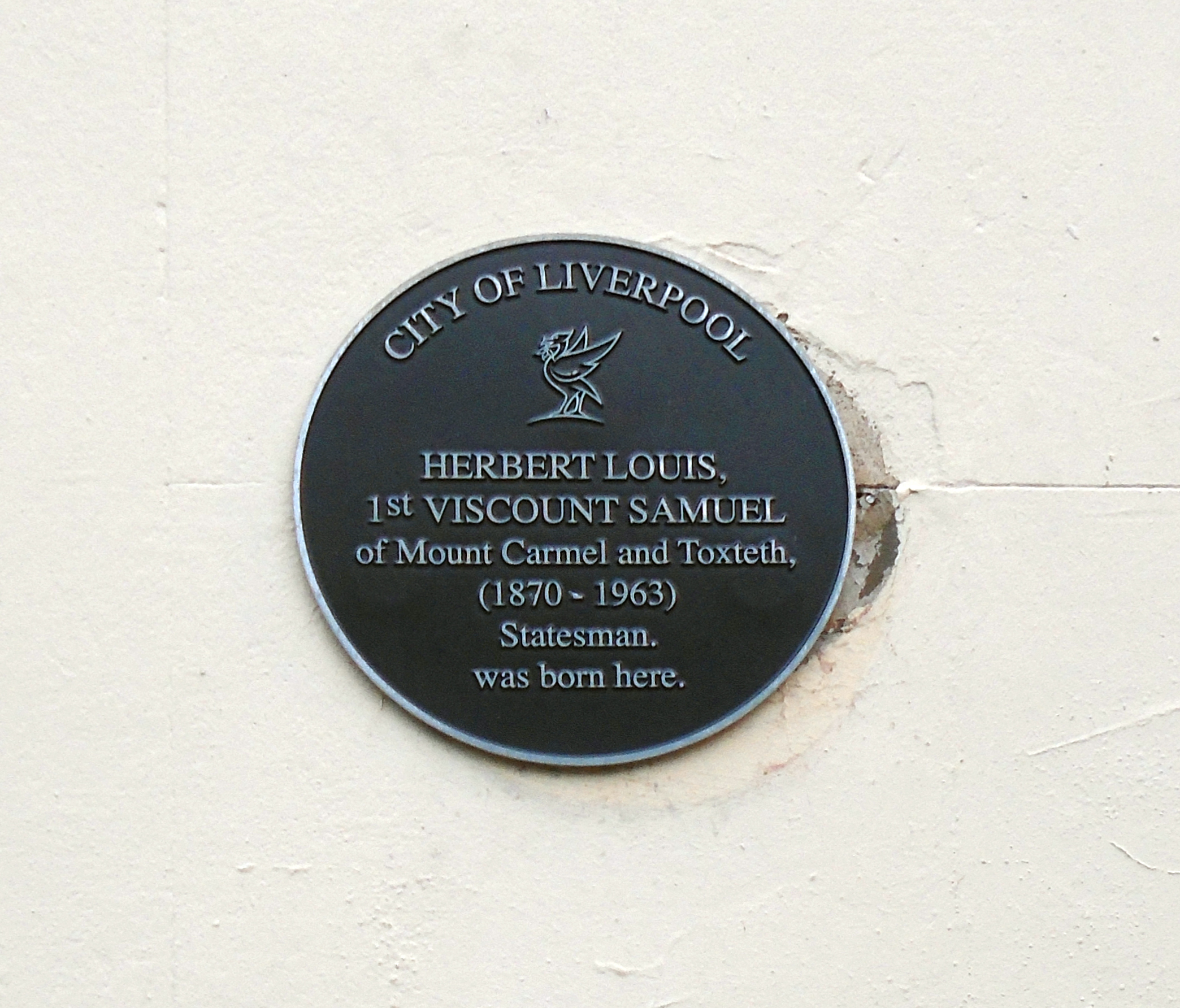
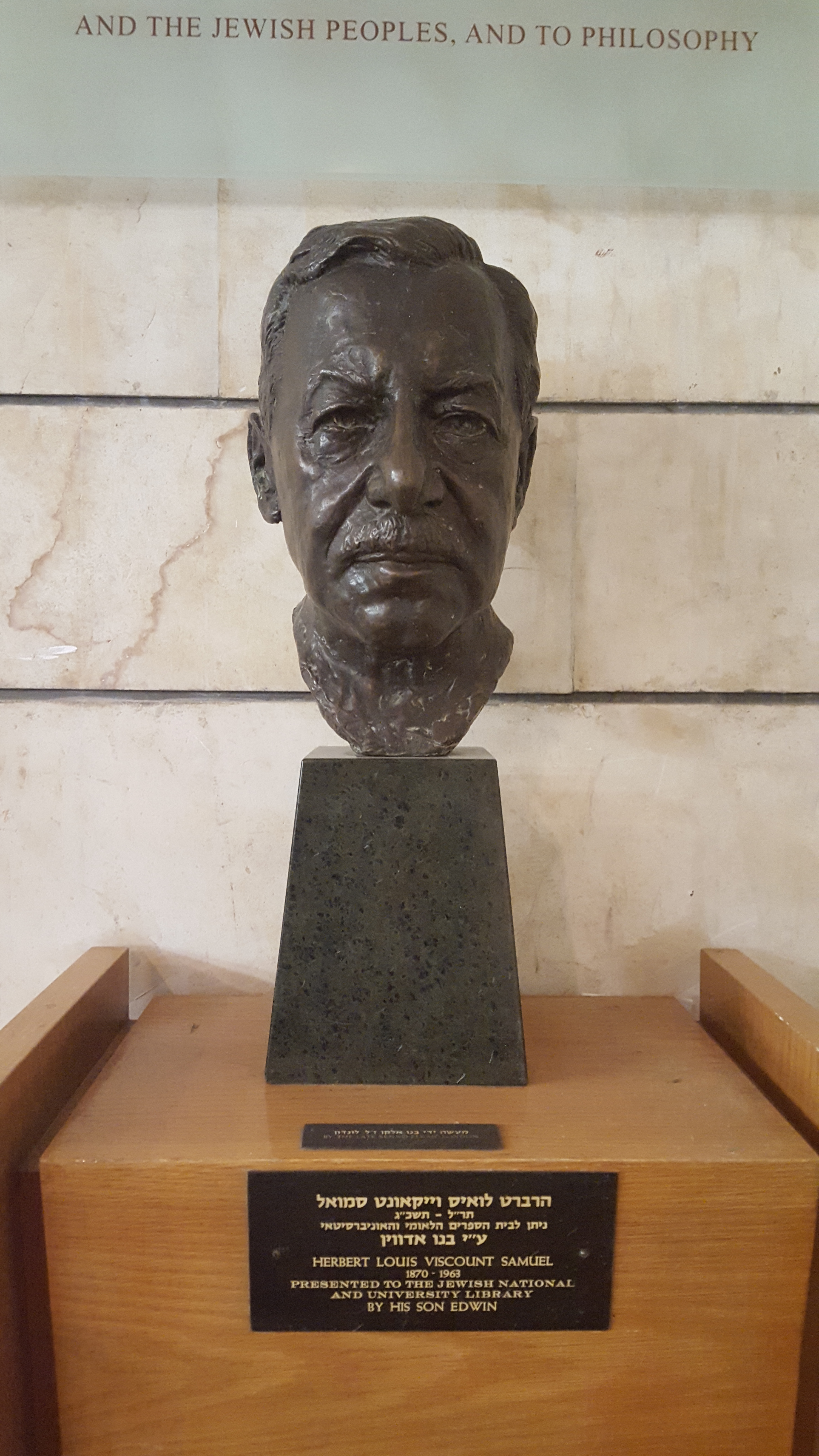
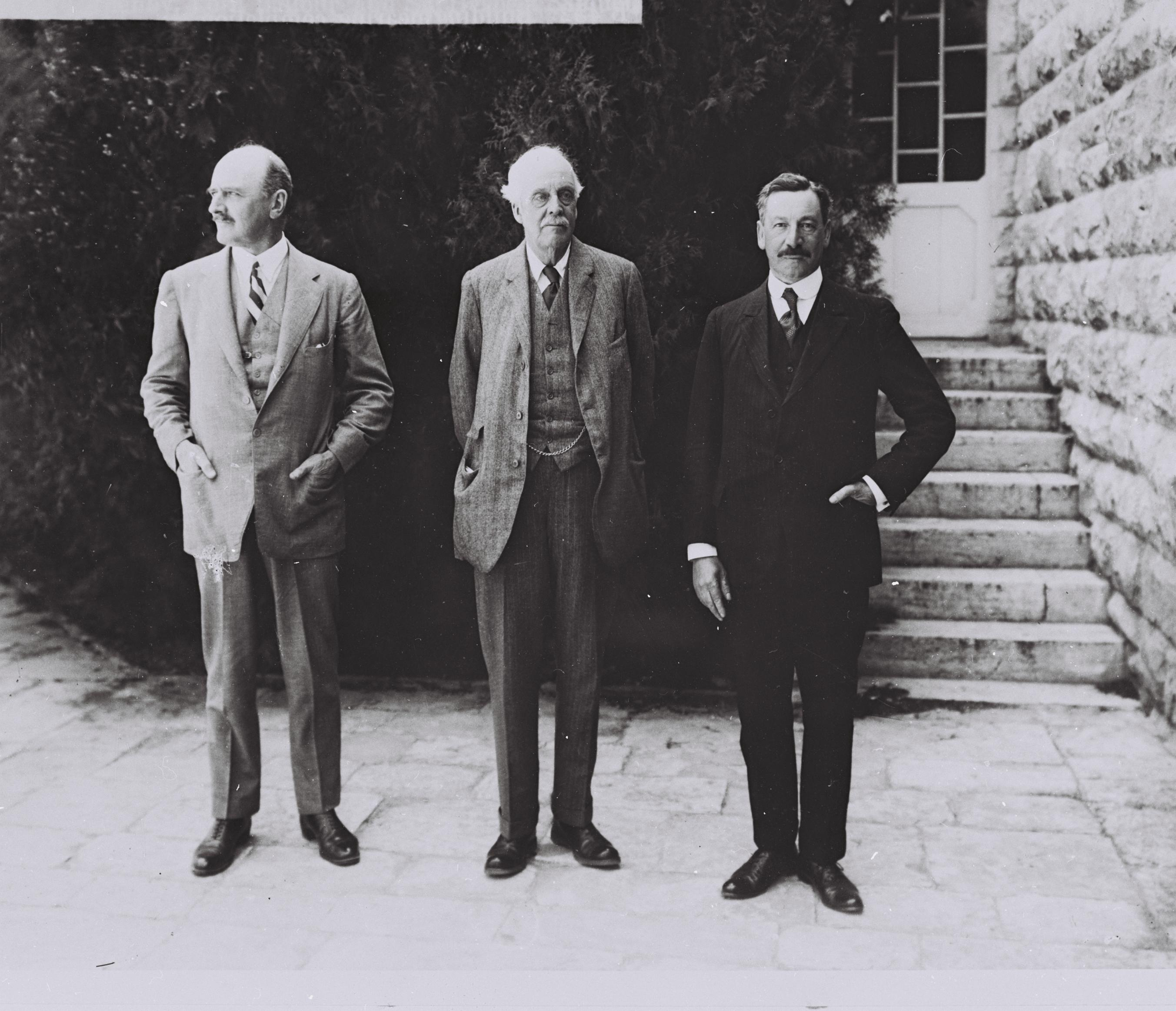
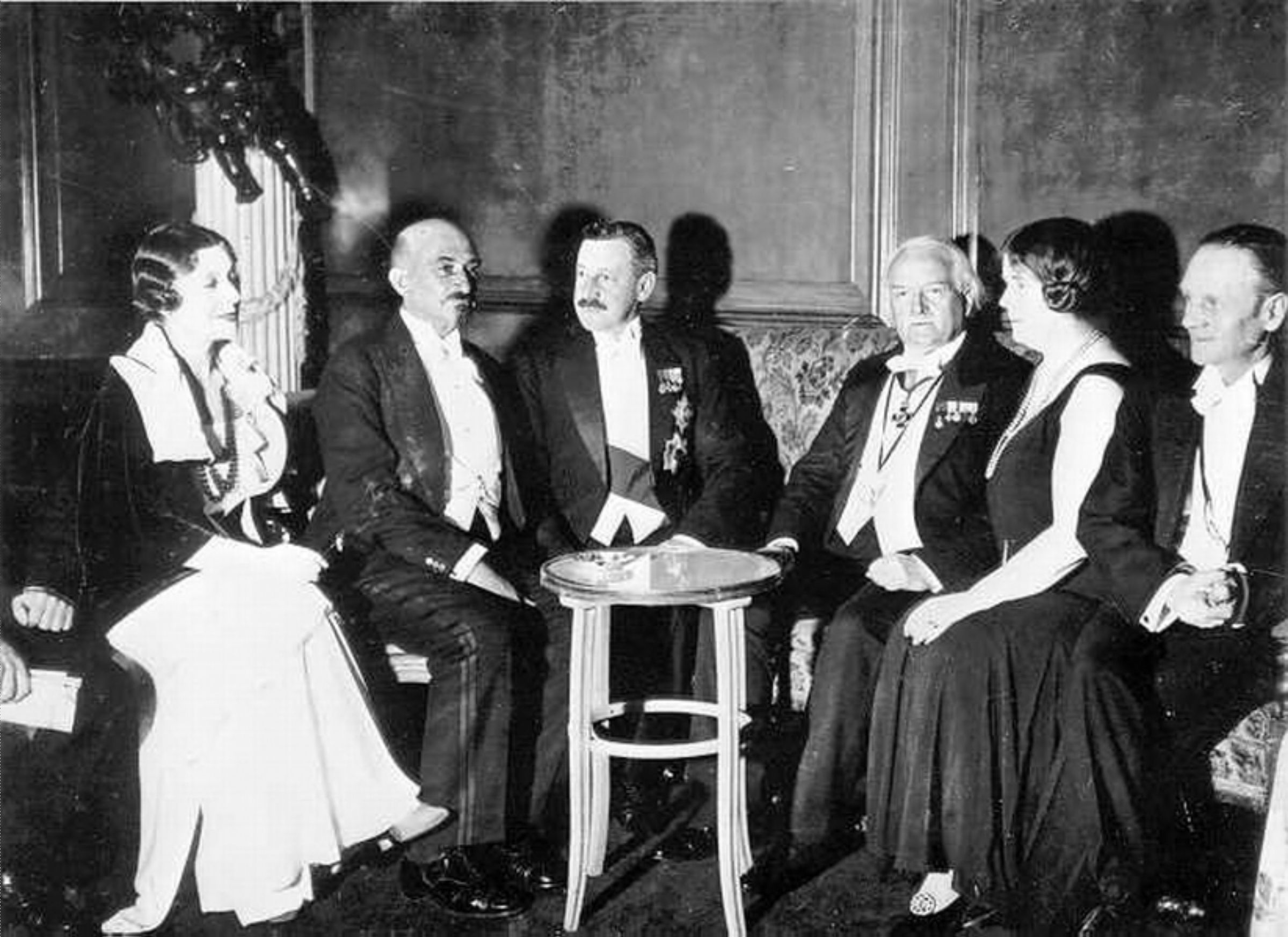
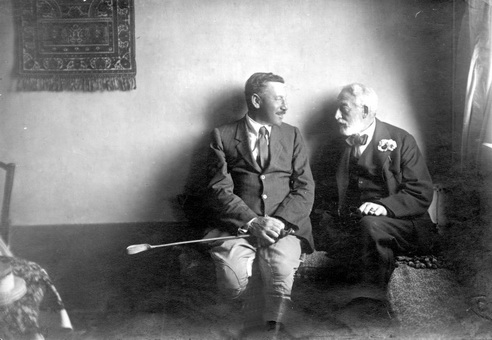

## روابط خارجية
- هربرت صموئيل على موقع الموسوعة البريطانية (الإنجليزية)
- هربرت صموئيل على موقع مونزينجر (الألمانية)
- هربرت صموئيل على موقع إن إن دي بي (الإنجليزية)